# Arjen van Meijgaard
Arjen van Meijgaard (Den Haag, 1973) is een Nederlandse schrijver, docent en recensent.

## Biografie
Van Meijgaard verhuisde na zijn middelbare school naar Parijs, waar hij werkte als au pair en straatmuzikant. Vervolgens studeerde hij Nederlands en Frans aan de Universiteit Utrecht. Tijdens zijn studie bracht hij een half jaar door in Coimbra, Portugal, waar hij lesgaf bij de vakgroep Nederlands. Na zijn studie was hij werkzaam als boekverkoper in Utrecht en Den Haag en als onderwijscoördinator aan de Universiteit Leiden, voordat hij in 2012 aan de slag ging als docent.
Van Meijgaard maakte zijn schrijversdebuut in het literair tijdschrift Extaze met het verhaal De zwemmer, dat indruk maakte door zijn precieze beschrijvingen en economisch taalgebruik. Naast zijn bijdragen aan Extaze publiceerde hij in tijdschriften zoals Deus Ex Machina, De Tweede Ronde en het verhalenproject Duizend Woorden. Hij schrijft recensies voor onder meer Tzum, NBD Biblion en boekhandel Athenaeum, en is redacteur van het literaire tijdschrift en platform Elders literair. Ook interviewt hij geregeld auteurs, zoals Arthur Japin, Anna Enquist en Jaap Scholten, vaak samen met leerlingen.
In 2017 bracht hij zijn debuutroman We hebben alles bij ons uit, gevolgd door De laatste klanken van Icarus in 2022. In 2023 publiceerde Uitgeverij kleine Uil zijn verhalenbundel Pretpark Paradijs en andere verhalen, een verhalenbundel van ongeveer twintig uiteenlopende korte verhalen die eerder verschenen in verschillende literaire tijdschriften. Enkele van deze verhalen zijn genomineerd voor literaire onderscheidingen. Een klein jaar later kwam van hem een hertaling uit van Rhijnvis Feiths Julia, een 18e-eeuwse briefroman.
Van Meijgaard was gedurende tien jaar werkzaam op de Vrije School in Den Haag en is op dit moment docent aan de School voor Jong Talent van het Koninklijk Conservatorium.

## Familiebanden
Arjen van Meijgaard is een kleinzoon van Arie van Meijgaard (1881–1976), een Haagse lijstenmaker en schilder; en een verre achterneef van Cornelia van Meijgaard (1913–2010), beter bekend als Conny Stuart.